# 12158 Tape
12158 Tape è un asteroide della fascia principale. Scoperto nel 1973, presenta un'orbita caratterizzata da un semiasse maggiore pari a 3,0041547 UA e da un'eccentricità di 0,0602973, inclinata di 1,25730° rispetto all'eclittica.